# Les Livres à remonter le temps
Les Livres à remonter le temps est une série de livres-jeux faisant partie de la collection Histoires à jouer et composée de 21 livres, parue initialement chez Presses Pocket puis au livre de poche, avant d'être republiée par Posidonia Editions qui inclut dans sa réédition  un vingt-et-unième tome inédit. En 2021 un nouveau livre écrit par Cédric Zampini vient s'ajouter à la collection.

## Composition de la série
1. Le Grand Mammouth[1]
2. Mousquetaire du Roy[2]
3. Le Voyage d'Ulysse[3]
4. L'Or du Pharaon[4]
5. Le Manuscrit mystérieux[5]
6. La Voie du sabre[6]
7. Les Drakkars[7]
8. Le Trésor du Yucatán[8]
9. Perceval le Gallois[9]
10. Les Sept Voyages de Sindbád[10]
11. Le Chevalier errant[11]
12. Le Fils des steppes[12]
13. Complot sous la Terreur[13]
14. Le Rubis sacré[14]
15. Les Combattants de l'ombre[15]
16. La Guerre des gangs[16]
17. Les Soldats de l'ombre[17]
18. La Révolte de Spartacus[18]
19. Aventure en Terre sainte[19]
20. La Guerre des tribus[20]
21. La prise de la Bastille
22. Les Reliques de la Cité Rouge